# Вінга
Вінга (рум. Vinga) — село у повіті Арад в Румунії. Адміністративний центр комуни Вінга.
Село розташоване на відстані 420 км на північний захід від Бухареста, 18 км на південний захід від Арада, 28 км на північ від Тімішоари.

## Населення
За даними перепису населення 2002 року у селі проживали 4218 осіб.
Національний склад населення села:
| Національність | Кількість осіб | Відсоток |
| -------------- | -------------- | -------- |
| румуни         | 2632           | 62,4%    |
| угорці         | 533            | 12,6%    |
| болгари        | 510            | 12,1%    |
| цигани         | 397            | 9,4%     |
| українці       | 88             | 2,1%     |
| німці          | 31             | 0,7%     |
| словаки        | 18             | 0,4%     |

Рідною мовою назвали:
| Мова       | Кількість осіб | Відсоток |
| ---------- | -------------- | -------- |
| румунська  | 3103           | 73,6%    |
| угорська   | 506            | 12,0%    |
| болгарська | 485            | 11,5%    |
| українська | 64             | 1,5%     |
| німецька   | 23             | 0,5%     |
| словацька  | 17             | 0,4%     |
| циганська  | 9              | 0,2%     |
| сербська   | 5              | 0,1%     |